# Miguel Oliveira
Miguel Ângelo Falcão de Oliveira (* 4. ledna 1995) je portugalský motocyklový závodník.

## Kariéra

### Mistrovství světa silničních motocyklů - 125cc

#### Andalucia Banca Civica (2011)
V roce 2011 se Oliveira poprvé zúčastnil motocyklové Velké ceny, a to v šampionátu do 125 cm³ s týmem Andalucía-Cajasol. Jeho nejlepším výsledkem bylo 7. místo v domácím závodě v Estorilu, poté co při svém debutu v Kataru skončil desátý. Ve své první sezóně dosáhl šesti umístění v první desítce, ale závěrečných závodů se nezúčastnil poté, co se týmu nepodařilo zajistit finanční podporu do konce sezóny.

### Mistrovství světa silničních motocyklů - Moto3

#### Estrella Galicia 0,0 (2012)
Oliveira se pro rok 2012 přesunul k týmu Estrella Galicia 0,0 Emilio Alzamora, který pomáhal vyvíjet nový čtyřtaktní motocykl Suter-Honda v posledních závodech sezóny CEV 2011 a vyhrál přitom dva závody. V roce 2012 vedl několik závodů před pády a v Katalánsku získal své první pódium, třetí místo. Tento výsledek vylepšil druhým místem v Austrálii a sezónu zakončil na osmém místě v celkovém pořadí šampionátu. Protože tým již měl smlouvu s Álexem Márquezem, který měl být v roce 2013 partnerem Álexe Rinse, Oliveira tým opustil. Navzdory nabídkám týmů Ajo Motorsport a Avintia Racing se Oliveira pro rok 2013 připojil k týmu Mahindra Racing.

#### Mahindra Racing (2013–2014)
Se Suterem opět vyvíjel nový motocykl s motorem s označením Mahindra, který vycházel z motocyklu Honda z roku 2012, a v Sepangu získal pro indický tým první pódium, když skončil třetí. S novým motocyklem, který byl ve srovnání se stroji KTM slabší, dosáhl také pole position, osmi umístění v první pětce a tří nejrychlejších kol.
Pro rok 2014 se k němu připojil Arthur Sissis, kterého později kvůli špatným výsledkům nahradil Andrea Migno. Sezónu zakončil jako nejlepší jezdec Mahindry v šampionátu, na desátém místě.

#### Red Bull KTM Ajo (2015)
Poté, co se připojil k týmu Red Bull KTM Ajo, se stal prvním portugalským jezdcem, který vyhrál motocyklovou Velkou cenu, když zvítězil v Mugellu. Po druhém vítězství ve třech závodech v Assenu utrpěl Oliveira během prvního tréninku následující Velké ceny v Německu těžkou havárii, kvůli které musel odstoupit ze závodu kvůli zlomené a posunuté záprstní kosti na levé ruce. Po návratu po zranění v Indianapolisu bylo jeho nejlepším výsledkem v následujících třech závodech osmé místo v Brně. Do konce sezóny zbývalo pouhých 6 závodů a Oliveira ztrácel na vedoucího jezdce šampionátu Dannyho Kenta 110 bodů. Oliveira skončil druhý v Misanu a poté vyhrál v Aragonii; během těchto dvou závodů také stáhl ztrátu na Kenta o 35 bodů. Dalších 35 bodů stáhl na Kenta, když Oliveira pokračoval v sérii dvou nejlepších výsledků druhým místem v Japonsku a vítězstvím na Phillip Islandu. Vítězství také zabránilo Kentovi získat titul - Oliveira ztrácel na Kenta 40 bodů, přičemž k dispozici měl 50 bodů, a byl jediným jezdcem, který mohl Kenta v pořadí dostihnout. V Malajsii Oliveira opět zvítězil, a protože Kent skončil sedmý, udržel se Oliveira v boji o titul i před závěrečným podnikem ve Valencii - ztrácel 24 bodů, přičemž k dispozici měl 25. Oliveira závod vyhrál, ale protože Kent po kolizi tří jezdců v poslední zatáčce skončil devátý, na titul chybělo Oliveirovi šest bodů.

### Mistrovství světa silničních motocyklů - Moto2

#### Leopard Racing (2016)
13. září 2015 bylo oznámeno, že Oliveira v sezóně 2016 přestupuje do třídy Moto2 do týmu Leopard Racing. V týmu se k němu připojil jeho soupeř v šampionátu Moto3 Danny Kent. Oliveira dosáhl tří výsledků v Top 10 - 9. místo v Le Mans, 8. místo v Katalánsku a další 9. místo v Brně, než si zlomil klíční kost po kolizi s Francem Morbidellim během tréninku na Velkou cenu Aragonie. Morbidelli byl později za nehodu penalizován a Oliveira v závodě chyběl. Na Velkou cenu Japonska se vrátil a lékařský tým ho zpočátku prohlásil za schopného, ale po posouzení jeho stavu během volného tréninku nakonec do závodu nenastoupil. Po konzultaci s týmem bylo později rozhodnuto, že Oliveira nebude startovat ani v následujících závodech na Phillip Islandu a v Sepangu, kde ho nahradil Alessandro Nocco. Před havárií v Aragonii Oliveira po celou sezónu pohodlně vedl pořadí v soutěži o nováčka roku a po vynechání čtyř závodů a návratu na poslední závod roku ve Valencii zaostával o jediný bod. Závod dokončil na chvályhodném 13. místě, ale k zisku trofeje mu chyběl jediný bod. Nováčkem roku se stal Xavi Vierge, který skončil těsně před ním na 12. místě.

#### 2017
V sezóně 2017 se Oliveira vrátil do týmu Red Bull KTM Ajo, kde KTM debutovala ve třídě Moto2. Po návratu do týmu se stal partnerem svého bývalého týmového kolegy z Moto3 Brada Bindera. Dne 22. října dosáhl svého prvního vítězství v Moto2 a tím i vůbec prvního vítězství pro KTM v této třídě. Oliveira vyhrál i následující závod v Malajsii a sezónu uzavřel třemi vítězstvími v řadě. V šampionátu jezdců skončil na 3. místě

#### 2018
Oliveira zůstal v týmu Red Bull KTM Ajo i v roce 2018. Od začátku měl dobrou sezónu, v níž dosáhl tří vítězství, umístění na stupních vítězů ve všech šesti z 18 závodů a pouze jednou skončil mimo první desítku. Během víkendu Velké ceny Španělska bylo oznámeno, že byl vybrán, aby se v následující sezoně přesunul do MotoGP a jezdil za nový satelitní tým KTM Tech3. Oliviera skončil na 2. místě šampionátu jezdců, pouhých 9 bodů za šampionem Francescem Bagnaiem.

### Mistrovství světa silničních motocyklů - MotoGP

#### 2019
Oliveira se připojil k francouzskému týmu Tech3, který pro rok 2019 přešel na satelitní techniku KTM. Z 16 závodů, ve kterých startoval, dokázal 9krát bodovat. Při Velké ceně Velké Británie utrpěl zranění při havárii s kolegou z týmu KTM Johannem Zarcem a v Austrálii si zranění ještě zhoršil při havárii ve volném tréninku. Oliveira nakonec odstoupil ze závěrečných tří závodů sezony, aby se podrobil operaci ramene. Sezónu zakončil s 33 body na 17. místě, daleko před kolegou z týmu Tech3 Hafizhem Syahrinem.

#### 2020
Po Zarcově předčasném odchodu z továrního týmu KTM bylo jeho místo pro rok 2020 nabídnuto Oliveirovi, který jej odmítl a rozhodl se zůstat v Tech3 i v další sezóně, jak bylo plánováno. Tovární sedadlo nakonec získal Brad Binder, Oliveirův bývalý kolega z týmu Ajo a původně plánovaný týmový kolega v Tech3 pro rok 2020. Během odloženého startu sezony 2020 se Oliveirovi sezona 2020 rozjela špatně, když v prvních čtyřech závodech dvakrát odstoupil kvůli kolizím s továrními jezdci KTM. Ve Velké ceně Andalusie po pátém místě v kvalifikaci jako nejlepší jezdec KTM byl Oliveira sražen Binderem při závodním incidentu v první zatáčce úvodního kola, což Oliveiru vyřadilo ze závodu. Při Velké ceně Rakouska se Oliveira srazil s továrním jezdcem KTM Polem Espargaró, když se oba rozjeli ve čtvrté zatáčce, což oba poslalo do kačírku a následně odstoupili ze závodu. Na Velké ceně Štýrska najel Oliveira do posledního kola na třetím místě, ale nakonec získal své premiérové vítězství díky předjetí Espargara a Jacka Millera v poslední zatáčce. Toto vítězství znamenalo první vítězství týmu Tech3 v MotoGP a vůbec první vítězství portugalského jezdce v nejvyšší třídě mistrovství světa silničních motocyklů. Po dalších pěti umístěních v top 6 ve druhé polovině sezóny získal Oliveira v posledním závodě v Portimau svou premiérovou pole position v MotoGP, vedl od startu až do cíle a získal své druhé letošní vítězství. V šampionátu nakonec skončil devátý se 125 body.

#### 2021
V roce 2021 odhalil tým Red Bull KTM Factory Racing svou sestavu pro rok 2021, přičemž Oliveira byl opět kolegou Brada Bindera. Oliveira měl v prvních pěti závodech sezony obtížný start, kdy se neumístil v první desítce a měl DNF, což ho dostalo do brzkého bodového deficitu. Po Velké ceně Francie představila KTM nový podvozek a Oliveirovy výsledky se výrazně zlepšily, když v průběhu tří závodů získal dvě umístění na stupních vítězů a v Katalánsku zvítězil. nakonec skončil v šampionátu čtrnáctý se ziskem 94 bodů.

#### 2022
V roce 2022 Oliveira pokračoval v továrním týmu KTM a v průběhu sezóny získal další dvě vítězství - Indonésie a Thajsko. Rok dokončil na desátém místě se 149 body.

#### RNF MotoGP Team (2023)
Pro rok 2023 se Oliveira přesunul na stroj Aprilia do týmu RNF MotoGP. Sezónu dokončil na 16 místě se 76 body.

#### Trackhouse Racing (2024)
Po ukončení působení týmu RNF v MotoGP se pro rok 2024 přesunul do nově vzniklého amerického týmu Trackhouse Racing, kde pokračuje na motocyklu Aprilia.

## Statistiky

### Red Bull MotoGP Rookies Cup

#### Závody podle roku
| Ročník | 1    | 2    | 3     | 4   | 5   | 6     | 7     | 8   | 9    | 10   | Poz. | Body |
| ------ | ---- | ---- | ----- | --- | --- | ----- | ----- | --- | ---- | ---- | ---- | ---- |
| 2008   | SPA1 | SPA2 | POR 8 | FRA | ITA | GBR 1 | NED 1 | GER | CZE1 | CZE2 | 12.  | 58   |

### Mistrovství světa silničních motocyklů

#### Podle sezóny
| Ročník | Třída  | Motocykl    | Tým                         | Závodů | Vítězství | Pódií | PP | Nej. kolo | Body | Celkové umístění |
| ------ | ------ | ----------- | --------------------------- | ------ | --------- | ----- | -- | --------- | ---- | ---------------- |
| 2011   | 125cc  | Aprilia     | Andalucia Banca Civica      | 11     | 0         | 0     | 0  | 0         | 44   | 14.              |
| 2012   | Moto3  | Suter Honda | Estrella Galicia 0,0        | 17     | 0         | 2     | 0  | 0         | 114  | 8.               |
| 2013   | Moto3  | Mahindra    | Mahindra Racing             | 17     | 0         | 1     | 1  | 3         | 150  | 6.               |
| 2014   | Moto3  | Mahindra    | Mahindra Racing             | 17     | 0         | 1     | 0  | 0         | 110  | 10.              |
| 2015   | Moto3  | KTM         | Red Bull KTM Ajo            | 17     | 6         | 9     | 1  | 3         | 254  | 2.               |
| 2016   | Moto2  | Kalex       | Leopard Racing              | 14     | 0         | 0     | 0  | 0         | 36   | 21.              |
| 2017   | Moto2  | KTM         | Red Bull KTM Ajo            | 18     | 3         | 9     | 2  | 3         | 241  | 3.               |
| 2018   | Moto2  | KTM         | Red Bull KTM Ajo            | 18     | 3         | 12    | 0  | 1         | 297  | 2.               |
| 2019   | MotoGP | KTM         | Red Bull KTM Tech3          | 16     | 0         | 0     | 0  | 0         | 33   | 17.              |
| 2020   | MotoGP | KTM         | Red Bull KTM Tech3          | 14     | 2         | 2     | 1  | 1         | 125  | 9.               |
| 2021   | MotoGP | KTM         | Red Bull KTM Factory Racing | 18     | 1         | 3     | 0  | 1         | 94   | 14.              |
| 2022   | MotoGP | KTM         | Red Bull KTM Factory Racing | 20     | 2         | 2     | 0  | 0         | 149  | 10.              |
| 2023   | MotoGP | Aprilia     | CryptoData RNF MotoGP Team  | 16     | 0         | 0     | 0  | 0         | 76   | 16.              |
| 2024   | MotoGP | Aprilia     | Trackhouse Racing           | 2      | 0         | 0     | 0  | 0         | 8    | 14.              |
| Celkem | Celkem | Celkem      | Celkem                      | 215    | 17        | 41    | 5  | 12        | 1731 |                  |

#### Závody podle roku
| Ročník | Třída  | Motocykl    | 1        | 2       | 3       | 4        | 5       | 6       | 7       | 8       | 9       | 10      | 11      | 12      | 13      | 14      | 15      | 16      | 17      | 18      | 19      | 20    | 21  | Poz. | Body |
| ------ | ------ | ----------- | -------- | ------- | ------- | -------- | ------- | ------- | ------- | ------- | ------- | ------- | ------- | ------- | ------- | ------- | ------- | ------- | ------- | ------- | ------- | ----- | --- | ---- | ---- |
| 2011   | 125cc  | Aprilia     | QAT 10   | SPA Ret | POR 7   | FRA 9    | CAT Ret | GBR     | NED     | ITA 8   | GER Ret | CZE 23  | INP 8   | RSM 10  | ARA Ret | JPN     | AUS     | MAL     | VAL     |         |         |       |     | 14.  | 44   |
| 2012   | Moto3  | Suter Honda | QAT 5    | SPA Ret | POR Ret | FRA Ret  | CAT 3   | GBR 10  | NED 10  | GER 19  | ITA Ret | INP 4   | CZE 9   | RSM 9   | ARA 8   | JPN 7   | MAL 5   | AUS 2   | VAL Ret |         |         |       |     | 8.   | 114  |
| 2013   | Moto3  | Mahindra    | QAT 7    | AME 5   | SPA 16  | FRA Ret  | ITA 4   | CAT 6   | NED 4   | GER 4   | INP 8   | CZE 9   | GBR 5   | RSM 7   | ARA 5   | MAL 3   | AUS 26  | JPN 4   | VAL 10  |         |         |       |     | 6.   | 150  |
| 2014   | Moto3  | Mahindra    | QAT 4    | AME 15  | ARG DNS | SPA 14   | FRA 12  | ITA 4   | CAT 12  | NED 3   | GER Ret | INP 7   | CZE 7   | GBR 4   | RSM 22  | ARA 7   | JPN Ret | AUS 7   | MAL Ret | VAL 8   |         |       |     | 10.  | 110  |
| 2015   | Moto3  | KTM         | QAT 16   | AME Ret | ARG 4   | SPA 2    | FRA 8   | ITA 1   | CAT 5   | NED 1   | GER DNS | INP 15  | CZE 8   | GBR 13  | RSM 2   | ARA 1   | JPN 2   | AUS 1   | MAL 1   | VAL 1   |         |       |     | 2.   | 254  |
| 2016   | Moto2  | Kalex       | QAT 11   | ARG 21  | AME Ret | SPA Ret  | FRA 9   | ITA 13  | CAT 8   | NED 15  | GER Ret | AUT 14  | CZE 9   | GBR Ret | RSM 17  | ARA DNS | JPN DNS | AUS     | MAL     | VAL 13  |         |       |     | 21.  | 36   |
| 2017   | Moto2  | KTM         | QAT 4    | ARG 2   | AME 6   | SPA 3    | FRA 17  | ITA 5   | CAT 3   | NED 5   | GER 2   | CZE 3   | AUT Ret | GBR 8   | RSM Ret | ARA 3   | JPN 7   | AUS 1   | MAL 1   | VAL 1   |         |       |     | 3.   | 241  |
| 2018   | Moto2  | KTM         | QAT 5    | ARG 3   | AME 3   | SPA 2    | FRA 6   | ITA 1   | CAT 2   | NED 6   | GER 4   | CZE 1   | AUT 2   | GBR C   | RSM 2   | ARA 7   | THA 3   | JPN 3   | AUS 11  | MAL 2   | VAL 1   |       |     | 2.   | 297  |
| 2019   | MotoGP | KTM         | QAT 17   | ARG 11  | AME 14  | SPA 18   | FRA 15  | ITA 16  | CAT 12  | NED 13  | GER 18  | CZE 13  | AUT 8   | GBR Ret | RSM 16  | ARA 13  | THA 16  | JPN 12  | AUS DNS | MAL DNS | VAL     |       |     | 17.  | 33   |
| 2020   | MotoGP | KTM         | SPA 8    | ANC Ret | CZE 6   | AUT Ret  | STY 1   | RSM 11  | EMI 5   | CAT Ret | FRA 6   | ARA 16  | TER 6   | EUR 5   | VAL 6   | POR 1   |         |         |         |         |         |       |     | 9.   | 125  |
| 2021   | MotoGP | KTM         | QAT 13   | DOH 15  | POR 16  | SPA 11   | FRA Ret | ITA 2   | CAT 1   | GER 2   | NED 5   | STY Ret | AUT Ret | GBR 16  | ARA 14  | RSM 20  | AME 11  | EMI Ret | ALR Ret | VAL 14  |         |       |     | 14.  | 94   |
| 2022   | MotoGP | KTM         | QAT Ret  | INA 1   | ARG 13  | AME 18   | POR 5   | SPA 12  | FRA Ret | ITA 9   | CAT 9   | GER 9   | NED 9   | GBR 6   | AUT 12  | RSM 11  | ARA 11  | JPN 5   | THA 1   | AUS 12  | MAL 13  | VAL 5 |     | 10.  | 149  |
| 2023   | MotoGP | Aprilia     | POR Ret7 | ARG     | AME 58  | SPA Ret5 | FRA     | ITA Ret | GER 10  | NED Ret | GBR 4   | AUT Ret | CAT 5   | RSM 6   | IND 12  | JPN 18  | INA 12  | AUS 13  | THA Ret | MAL Ret | QAT DNS | VAL   |     | 16.  | 76   |
| 2024   | MotoGP | Aprilia     | QAT 15   | POR 8   | AME 113 | SPA 8    | FRA     | CAT     | ITA     | KAZ     | NED     | GER     | GBR     | AUT     | CAT     | RSM     | IND     | INA     | JPN     | AUS     | THA     | MAL   | VAL | 14.* | 14*  |

*Aktuální sezóna